# Theodor Braumüller von Tannbruck
Theodor Braumüller von Tannbruck (18. listopadu 1829 Klagenfurt – 27. února 1904 Vídeň) byl rakousko-uherský generál. Do c. k. armády vstoupil jako kadet v revolučním roce 1848, vyznamenal se v bojích v Itálii, později působil jako štábní důstojník u posádek v celé monarchii. Svou kariéru završil jako velitel 6. armádního sboru v Košicích (1887–1891). Ve vojsku dosáhl druhé nejvyšší hodnosti polního zbrojmistra (1891), po odchodu do výslužby byl jmenován členem Panské sněmovny (1892).

## Životopis

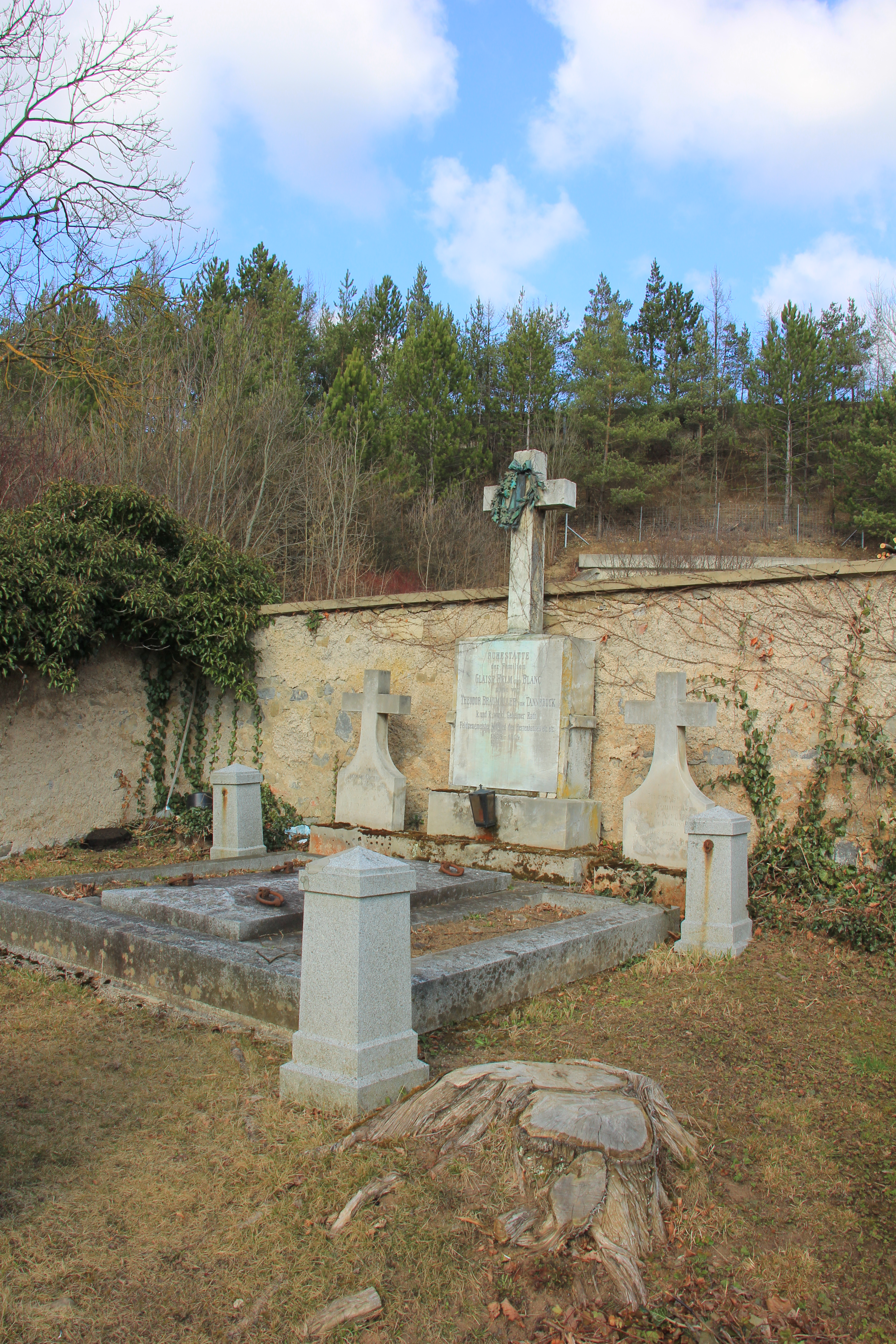
Hrobka Theodora Braumüllera (Heiligenkreuz, Dolní Rakousy)

Narodil se jako mladší syn generálmajora Josefa Braumüllera (1792–1868). Původně studoval práva na vídeňské univerzitě, studium ale nedokončil a v roce 1848 vstoupil jako kadet do armády. Ještě v roce 1848 byl povýšen na poručíka a v roce 1849 bojoval v Itálii. Jako nadporučík u 44. pěšího pluku si doplnil vzdělání na Válečné škole (K.u.k. Kriegschule) ve Vídni a poté byl zařazen do sboru důstojníků generálního štábu. V roce 1854 byl povýšen na kapitána, jako štábní důstojník působil u různých posádek, mimo jiné ve Steyru a Veroně. V hodnosti majora (1865) působil jako zástupce ředitele kartografického oddělení na generálním štábu. V roce 1869 byl povýšen na podplukovníka a poté byl šéfem štábu zemského velitelství v Záhřebu a v Brně. V roce 1873 dosáhl hodnosti plukovníka a byl zástupcem 22. pěšího pluku v Dubrovníku, od roku 1876 byl velitelem 17. pěšího pluku v Lublani.
V roce 1878 byl povýšen do hodnosti generálmajora a stal se velitelem 68. pěší brigády v Beli Crkvi, později byl převelen k 39. pěší brigádě v Dolnji Tuzle. V roce 1883 dosáhl hodnosti polního podmaršála a převzal velení 1. pěší divize v Sarajevu, o rok později se stal velitelem 32. pěší divize v Budapešti. V letech 1887–1891 byl velitelem 6. armádního sboru v Košicích a v roce 1891 získal hodnost polního zbrojmistra. Téhož roku byl k datu 1. listopadu penzionován.
Na penzi žil ve Štýrském Hradci, nakonec se usadil ve Vídni, kde zemřel 27. února 1904 ve věku 74 let. Slavnostní pohřeb s vojenskými poctami za účasti řady významných osobností se konal 1. března 1904 ve vídeňském kostele sv. Michaela, poté byl pohřben v rodinné hrobce na hřbitově v Heiligenkreuzu.

## Tituly a ocenění
Od roku 1838 byl spolu s otcem a bratrem uživatelem šlechtického titulu (Edler von Tannbruck). Jako velitel armádního sboru byl v roce 1889 jmenován c. k. tajným radou s nárokem na oslovení Excelence. Za zásluhy byl nositelem rytířského kříže Leopoldova řádu (1885), od zahraničních panovníků získal velkokříž srbského Řádu bílého orla a velkokříž Řádu rumunské koruny. Od roku 1890 byl čestným majitelem pěšího pluku č. 5 dislokovaného v Satu Mare. Po odchodu do penze byl v roce 1892 jmenován doživotním členem rakouské Panské sněmovny.